# Laura Tesoro

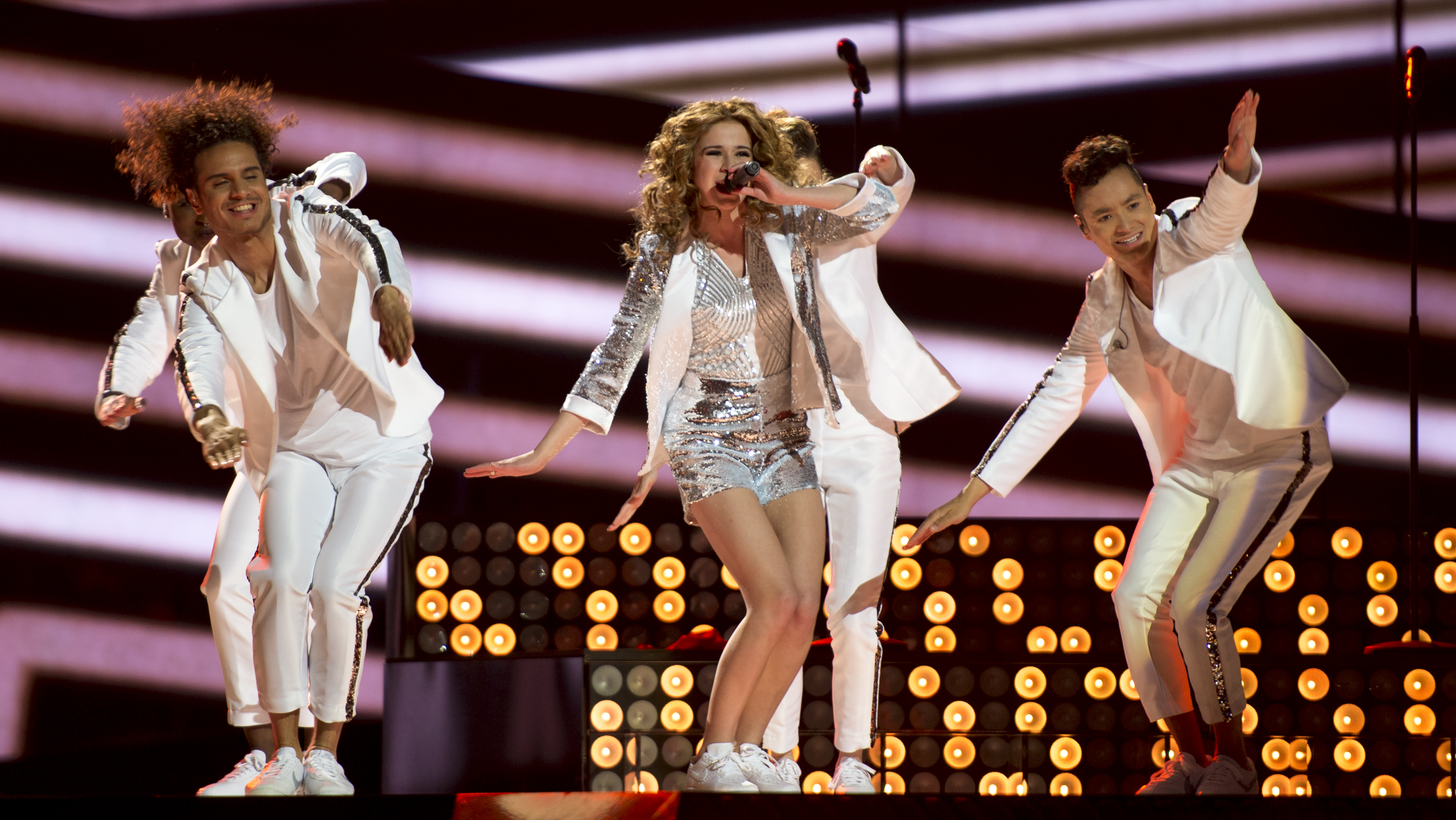
Laura Tesoro op het Eurovisiesongfestival 2016

Laura Tesoro (Antwerpen, 19 augustus 1996) is een Belgische zangeres, presentatrice en actrice. Ze werd vooral bekend door haar deelname aan de derde editie van The Voice van Vlaanderen in 2014, waar ze de tweede plaats behaalde. In 2016 vertegenwoordigde ze België tijdens het Eurovisiesongfestival 2016, waar ze een 10de plaats behaalde. Daarna werd ze een vast VTM-gezicht.

## Biografie
Tesoro is een kind van een Italiaanse vader en een Belgische moeder. Ze ging tussen 2009 en 2010 naar het Koninklijk Lyceum van Antwerpen en daarna ging ze naar het Pius X-instituut, waar ze afstudeerde in de richting woordkunst-drama.
In 2008 kwam Tesoro voor het eerst in beeld bij een gastrol in Witse als Evy Cuypers in de aflevering Innige band. Datzelfde jaar stond ze voor het eerst op de planken als Annie in de gelijknamige musical. Daarna nam ze eind 2009 deel aan het muzikale Ketnet-programma Ketnetpop, waar ze haar liefde voor popmuziek ontdekte. In 2012 deed ze haar intrede in Familie als Charlotte, het liefje van Guido.

### The Voice Van Vlaanderen
In 2014 verscheen ze in de derde editie van The Voice van Vlaanderen, waar ze voor team Koen koos. In de finale strandde ze als runner-up. In datzelfde jaar stopte ze met Familie en bracht ze in augustus haar eerste single Outta here uit. Deze verscheen eind augustus 2014 op de 23ste plek in de Ultratop.

### Eurovisiesongfestival
Tesoro deed in 2016 mee aan Eurosong, de Belgische voorronde voor het Eurovisiesongfestival. Met het lied What's the Pressure won ze deze selectie en mocht ze België vertegenwoordigen op het songfestival in Stockholm. In de tweede halve finale bereikte ze de derde plaats en daarmee de finale. Daar werd ze tiende met 181 punten.

### VTM
Na het songfestival werd ze in 2016 copresentatrice van Belgium's Got Talent naast Koen Wauters. Dat deed ze anno 2021 voor het vierde opeenvolgende seizoen. In 2017 werd ze een van de coaches in The Voice Kids en presenteerde ze op VTM het programma The Band. Ze presenteerde samen met Olga Leyers de eerste opname van 2 Meisjes op het Strand in 2017. In 2019 speelde ze mee in Studio Tarara als achtergronddanseres Tien Om te Zien. In 2020 was ze in aflevering 5 het gastspeurder van de week in The Masked Singer. Ook dat jaar was ze te zien in het programma Een echte job op VTM waarin ze drie weken lang meedraaide in het ziekenhuis UZ Gent. In 2021 is ze te zien als 5de jurylid in The Voice van Vlaanderen. In 2022 was ze gastartiest bij I Can See Your Voice. In 2023 presenteerde ze het programma Starstruck.

### Muziek
In 2017 kwam haar single Higher uit. Die stond 23 weken in de Vlaamse Ultratop 50 genoteerd. Eind oktober 2017 kwam de single Beast uit en een jaar later bracht ze op 30 november 2018 haar single Mutual uit. Daarna volgde Up begin 2019.
In 2019 was ze ook een van de artiesten in Liefde voor muziek. Later dat jaar kwam haar debuutalbum Limits uit, waarvan de eerste single Limits al eerder verscheen. Even later verscheen de tweede single, Press Pause, die een grote radiohit werd.
Ondertussen was ze in 2019 ook te zien als hoofdrolspeelster Sarah in de musical '40-'45 van Studio 100. Die rol speelde ze afwisselend met Nathalie Meskens en Clara Cleymans.
In mei 2020 verscheen de single Hold On voor. In november 2020 kwam Strangers uit, een lied dat ze samen met Loïc Nottet heeft ingezongen.
In april 2022 bracht ze de single Not Easy uit, in oktober 2022 WE HERE. 
In januari 2023 bracht ze de single These Nights uit, die ze samen met OSKI heeft ingezongen.
In mei 2023 was Tesoro te zien in het VTM-programma Special Forces: Wie durft wint. Haar ervaringen bundelde ze in de single BAD ain't that BAD.
In oktober 2023 bracht ze de single Car Wreck Paradise uit.
Begin 2024 trad ze op tijdens Zie ze doen, een evenement ter ere van het EU-voorzitterschap van België, georganiseerd door de Vlaamse Regering. Dit evenement werd verstoord door pro-Palestijnse activisten naar aanleiding van het conflict in Gaza. Na deze actie trad Tesoro op en zwaaide er met de Palestijnse vlag en sprak haar steun uit voor de actie. Achteraf verklaarde ze dat ze zich daarmee niet pro-Hamas of anti-Israël heeft willen opstellen.
In het voorjaar was ze te zien in het jubileumseizoen van het muziekprogramma Liefde voor muziek. Ze zong er een cover van Oya lélé van K3. Met deze cover werd ze genomineerd voor Zomerhit 2024 en werd ze een van de tien finalisten. 
In september 2024 bracht ze het nummer So Naive uit.
In november verscheen de documentaire Laura Tesoro: Meer dan een droom, waarin ze onder meer getuigde dat ze niet kan leven van haar muziekcarrière. In diezelfde maand was ze te zien in het tiende seizoen van Het Huis.
In december 2024 was ze te zien als Anne in de musical Tien Om Te Zien, De Musical van Studio 100. 

### Dubbings
Als stemactrice was ze te horen in nasynchronisaties van verschillende films. Zo sprak ze in 2016 de stem in van Vaiana in de Vlaamse versie van de Disneyfilm Vaiana, de rol die ze opnieuw vertolkte voor de Vlaamse versie van de Disneyfilm Ralph Breaks the Internet uit 2018. Ook was de stem van prinses Poppy in Trolls uit 2016. In 2017 was ze te horen als Rebel in de film The Emoji Movie en in 2018 nam ze de rol van Gwen Stacy op zich in de Vlaamse versie van Spider-Man: Into the Spider-Verse. In 2024 sprak ze opnieuw de stem in van Vaiana in de Vlaamse versie van de Disneyfilm Vaiana 2. 

## Televisie
- Witse (2008) - als Evy Cuypers
- Familie (2012-2014) - als Charlotte Kennis
- Vlaanderen Muziekland (2014) - als zichzelf
- The Voice van Vlaanderen (2014) - als kandidaat en finalist
- Altijd Prijs (2015) - als Julie Aerts
- Ketnet Musical - Kadanza T2gether (2015) - als jurylid
- Nachtwacht (2015-2016) - als Fran
- Zijn er nog kroketten? (2016) - als zichzelf
- Beste Kijkers (2016, 2022) - als zichzelf
- Belgium's Got Talent (2016-2021) - als presentatrice samen met Koen Wauters
- Gert Late Night (2017, 2019) - als zichzelf
- The Voice Kids (2017-heden) - als jurylid
- The Band (2017) - als presentatrice
- 2 Meisjes op het Strand (2017) - als presentatrice
- Loezers (2019) - als zichzelf
- Studio Tarara (2019) - als danseres
- Code van Coppens (2019, 2020, 2021) - als zichzelf (met 2019: Sam De Bruyn, Sean Dhondt, 2020: Julie Van den Steen en 2021: Gers Pardoel)
- Liefde voor muziek (2019, 2024) - als zichzelf
- De Positivo's (2020) - als zichzelf
- De Zomer van (2020) - als zichzelf
- Allerbeste Kijkers (2020) - als zichzelf
- Veel Tamtam (2020) - als zichzelf
- The Masked Singer (2020) - als gastjurylid
- Een echte job (2020) - als zichzelf
- The Voice van Vlaanderen (2021-2022, 2024-heden) - als Comeback Stage-jurylid
- Tien om te zien (2021-heden) - als presentatrice
- De Slimste Mens ter Wereld (2021) - als deelnemer (1 aflevering)
- I Can See Your Voice (2022) - als gastartieste
- Spartacus Run (2022) - als zichzelf
- Het Jachtseizoen (2022-heden) - als jager
- Special Forces: Wie durft wint (2023) - als zichzelf en als winnaar samen met Davy Parmentier en Dirk Van Tichelt.
- The Big Bang (2023) - als zichzelf samen met Gers Pardoel
- Starstruck (2023-heden) - als presentatrice
- Ik vraag het aan (2024) - als zichzelf
- Dag & Bedankt (2024) - als presentatrice samen met Bart Appeltans
- Het Huis (2024) - als zichzelf
- Lift You Up (2024) - als jurylid

## Discografie

### Albums
| Album met hitnotering(en) in de Vlaamse Ultratop 200 albums | Datum van verschijnen | Datum van binnenkomst | Hoogste positie | Aantal weken | Opmerkingen |
| ----------------------------------------------------------- | --------------------- | --------------------- | --------------- | ------------ | ----------- |
| Limits                                                      | 25-10-2019            | 01-11-2019            | 3               | 29           |             |

### Singles
| Single met hitnotering(en) in de Vlaamse Ultratop 50 | Datum van verschijnen | Datum van binnenkomst | Hoogste positie | Aantal weken | Opmerkingen                                                            |
| ---------------------------------------------------- | --------------------- | --------------------- | --------------- | ------------ | ---------------------------------------------------------------------- |
| Outta here                                           | 18-08-2014            | 30-08-2014            | 23              | 1            |                                                                        |
| Funky love                                           | 2015                  | 07-03-2015            | Tip 27          | -            |                                                                        |
| What's the pressure                                  | 17-01-2016            | 23-01-2016            | 2               | 22           | Nr. 2 in de Radio 2 Top 30 Inzending Eurovisiesongfestival 2016 / Goud |
| Higher                                               | 28-04-2017            | 06-05-2017            | 20              | 23           | Nr. 21 in de Radio 2 Top 30                                            |
| Set them free                                        | 2017                  | 07-10-2017            | Tip 37          | -            | Met Piet Van den Heuvel                                                |
| Beast                                                | 27-10-2017            | 11-11-2017            | 25              | 13           | Nr. 14 in de Radio 2 Top 30                                            |
| Mutual                                               | 30-11-2018            | 08-12-2018            | 23              | 16           | Nr. 23 in de Radio 2 Top 30                                            |
| Up                                                   | 22-03-2019            | 29-03-2019            | 34              | 5            | Nr. 24 in de Radio 2 Top 30                                            |
| Thinking About You All The Time (Live)               | 27-05-2019            | 19-07-2019            | 44              | 2            | Uit Liefde voor muziek                                                 |
| Limits                                               | 13-09-2019            | 06-10-2019            | 35              | 4            | Nr. 21 in de Radio 2 Top 30                                            |
| Press Pause                                          | 08-11-2019            | 01-02-2020            | 21              | 12           | Nr. 26 in de Radio 2 Top 30                                            |
| Hold On                                              | 22-05-2020            | 27-06-2020            | 29              | 7            |                                                                        |
| Strangers                                            | 06-11-2020            | 14-11-2020            | 13              | 22           | Nr. 7 in de Radio 2 Top 30 / Goud met Loïc Nottet                      |
| Not Easy                                             | 22-04-2022            | 11-06-2022            | 39              | 1            | Nr. 11 in de Radio 2 Top 30                                            |
| Bad Ain't That Bad                                   | 17-05-2023            | 08-07-2023            | 37              | 3            |                                                                        |
| Oya Lélé (Live)                                      | 09-04-2024            | 05-05-2024            | 49              | 1            | uit Liefde voor muziek / Nr. 18 in de Radio 2 Top 30                   |
| Shining                                              | 2025                  | 05-07-2025            | 29              | 5*           |                                                                        |

## Prijzen en nominaties
| Jaar | Prijs                           | Categorie                                      | Resultaat   |
| ---- | ------------------------------- | ---------------------------------------------- | ----------- |
| 2015 | Het gala van de gouden K's      | Vrouwelijke muzikant van het jaar              | Genomineerd |
| 2015 | Het gala van de gouden K's      | Vrouwelijke tv-ster van het jaar               | Genomineerd |
| 2016 | Radio 2 Zomerhit                | Beste anderstalige hit met What's the pressure | Gewonnen    |
| 2016 | Radio 2 Zomerhit                | Beste doorbraak                                | Genomineerd |
| 2016 | Music Industry Awards           | Doorbraak                                      | Genomineerd |
| 2016 | MTV Europe Music Awards         | Best Belgian Act                               | Genomineerd |
| 2016 | Het gala van de gouden K's      | Song van het jaar met What's the pressure      | Genomineerd |
| 2016 | Het gala van de gouden K's      | Vrouwelijke tv-ster van het jaar               | Genomineerd |
| 2016 | Het gala van de gouden K's      | Vrouwelijke muzikant van het jaar              | Gewonnen    |
| 2017 | Het gala van de gouden K's      | Tv-ster van het jaar                           | Gewonnen    |
| 2017 | Het gala van de gouden K's      | Muziekster van het jaar                        | Gewonnen    |
| 2017 | Het gala van de gouden K's      | Song van het jaar met Higher                   | Genomineerd |
| 2017 | Music Industry Awards           | Solo vrouw                                     | Genomineerd |
| 2017 | Music Industry Awards           | Beste pop                                      | Genomineerd |
| 2017 | Radio 2 Zomerhit                | Zomerhit met Higher                            | Genomineerd |
| 2018 | Story Awards                    | Beste zangeres                                 | Gewonnen    |
| 2018 | Het gala van de gouden K's      | Coole chick van het jaar                       | Gewonnen    |
| 2018 | Het gala van de gouden K's      | Tv-ster van het jaar                           | Gewonnen    |
| 2018 | Nickelodeon Kids' Choice Awards | Favoriete ster in België                       | Gewonnen    |
| 2019 | Radio 2 Zomerhit                | Zomerhit met Thinking about you all the time   | Genomineerd |
| 2019 | Music Industry Awards           | Solo vrouw                                     | Genomineerd |
| 2019 | Music Industry Awards           | Beste pop                                      | Genomineerd |
| 2019 | Story Awards                    | Beste zangeres                                 | Gewonnen    |
| 2019 | Het gala van de gouden K's      | Tv-ster van het jaar                           | Gewonnen    |
| 2019 | Het gala van de gouden K's      | Song van het jaar met Limits                   | Genomineerd |
| 2019 | Het gala van de gouden K's      | Muziekster van het jaar                        | Genomineerd |
| 2020 | Het gala van de gouden K's      | Artiest van het jaar                           | Genomineerd |
| 2020 | Het gala van de gouden K's      | Tv-ster van het jaar                           | Genomineerd |
| 2020 | Radio 2 Zomerhit                | Zomerhit met Hold On                           | Genomineerd |
| 2022 | Radio 2 Zomerhit                | Zomerhit met Not Easy                          | Genomineerd |
| 2023 | Radio 2 Zomerhit                | Zomerhit met Bad Ain't That Bad                | Genomineerd |
| 2024 | Radio 2 Zomerhit                | Zomerhit met Oya Lélé                          | Genomineerd |